# Takuma Koga
Takuma Koga (jap. 古賀 琢磨, Koga Takuma; * 30. April 1969 in der Präfektur Shizuoka) ist ein ehemaliger japanischer Fußballspieler.

## Karriere
Koga erlernte das Fußballspielen in der Schulmannschaft der Shimizu Higashi High School und der Universitätsmannschaft der Juntendo-Universität. Seinen ersten Vertrag unterschrieb er 1992 bei Yamaha Motors (heute: Júbilo Iwata). Der Verein spielte in der zweithöchsten Liga des Landes, der Japan Football League. 1993 wurde er mit dem Verein Vizemeister der Japan Football League und stieg in die J1 League auf. Mit dem Verein wurde er 1997 und 1999 japanischer Meister. 1998 gewann er mit dem Verein den J.League Cup. Für den Verein absolvierte er 186 Spiele. 2000 wechselte er zum Ligakonkurrenten Shimizu S-Pulse. 2000 erreichte er das Finale des Kaiserpokal. 2001 gewann er mit dem Verein den Kaiserpokal. Für den Verein absolvierte er 60 Erstligaspiele. 2003 wechselte er zum Ligakonkurrenten Cerezo Osaka. Für den Verein absolvierte er 16 Erstligaspiele. Ende 2003 beendete er seine Karriere als Fußballspieler.

## Erfolge
Júbilo Iwata
- J1 League

Meister: 1997, 1999
Vizemeister: 1998
- J.League Cup

Sieger: 1998
Finalist: 1994, 1997
Shimizu S-Pulse
- Kaiserpokal

Sieger: 2001
Finalist: 2000
Cerezo Osaka
- Kaiserpokal

Finalist: 2003